# Mad Max 2
Mad Max 2 (também conhecido como Mad Max 2: The Road Warrior ou apenas The Road Warrior pra TV Americana) é um filme de ação pós-apocalíptico australiana de 1981 dirigido pelo australiano George Miller. Continuação de Mad Max, lançado em 1979, Mad Max 2 foi um sucesso de bilheteria e crítica, sendo considerado um dos melhores filmes de 1981.

## Sinopse
A disputa pelo petróleo acabou gerando uma guerra de proporções catastróficas entre as potências mundiais. Assim, as cidades entraram em colapso. O planeta se tornou uma terra deserta e sem lei. Os remanescentes agora viajam sem controle em uma terra árida,  buscando gasolina. Quem a possui tem o controle dessa terra devastada. Esta é a sociedade do futuro e em meio à esse turbilhão, vaga Max (Mel Gibson ), um ex-policial, agora um homem solitário e sem rumo, remoendo as dores do seu passado após perder sua família e o parceiro de polícia por uma quadrilha de motoqueiros. Como nômade, Max segue por essa terra em seu potente carro patrulha envenenado Ford Falcon V8, percorrendo as estradas indiferente ao perigo. Sem medo, Max acaba entrando numa disputa mortal por gasolina, para seguir pilhando, onde até sua vida estará em jogo.

## Elenco
- Mel Gibson — Max Rockatansky
- Bruce Spence — Capitão Gyro
- Michael Preston — Pappagallo
- Max Phipps — Toadie
- Vernon Wells — Wez
- Kjell Nilsson — Humungus
- Emil Minty — Garoto-Fera
- Virginia Hey — Guerreira
- William Zappa — Zetta
- Steve J. Spears — Mecânico
- Syd Heylen — Curmudgeon
- Moira Claux — Rebecca
- David Downer — Nathan

## Recepção
Mad Max 2 foi aclamado pela crítica, e é considerado um dos melhores filmes de 1981. Críticos elogiaram o visual do filme e a atuação de Mel Gibson como Max. Detém atualmente 98% de aprovação no site Rotten Tomatoes.

## Prêmios e indicações

### Prêmios
Festival de Cinema Fantástico de Avoriaz
- Grande Prêmio (Melhor Filme): 1982

 Australian Film Institute
- melhor direção: 1982
- melhor figurino: 1982
- melhor edição: 1982
- melhor design de produção: 1982
- melhor som: 1982

 Los Angeles Film Critics Association
- melhor filme estrangeiro: 1982

 Saturn Awards
- melhor filme internacional: 1983

### Indicações
Australian Film Institute
- melhor fotografia: 1982
- metlhor trilha sonora: Brian May - 1982

 Saturn Awards
- melhor diretor: George Miller - 1982
- melhor ator: Mel Gibson - 1982
- melhor ator coajuvante: Bruce Spence - 1982
- melhor roteiro: Terry Hayes, George Miller, Brian Hannant - 1982

 Prémio Hugo
- melhor apresentação dramática: 1983[4]